# Villa Campanile
Villa Campanile è una frazione del comune italiano di Castelfranco di Sotto, nella provincia di Pisa, in Toscana.

## Geografia fisica
Villa Campanile si sviluppa nella piana a nord di Castelfranco di Sotto, al confine con il comune di Altopascio e quindi con la provincia di Lucca, e risulta composto da un centro abitato principale, dove è situata la chiesa, e numerose borgate che vertono su di esso: si ricordano Corte Cammillino, Corte Scroppione (Scorpione), Corte Bacarino, Corte Luini, Corte Frediano, Corte Bistone, Corte Signorini, Corte Barghini, Corte Basilio, Corte Dori, Corte Regoli, Corte Lazzeri, Corte Mennino e Corte Petri.
La frazione confina a nord con Altopascio, ad ovest con Orentano, a sud con Staffoli e ad est con Spianate. Inoltre, dista circa 16 km dal capoluogo comunale e poco più di 38 km da Pisa.

## Storia
Il paese è nato a partire dal XVIII secolo, quando la famiglia Franciosini, proprietaria di questi terreni tra Staffoli ed Altopascio, vi costruì la propria residenza: da qui il toponimo Villa. La frazione si sviluppò così come borgata a carattere rurale e agricolo, tanto che numerose famiglie vi si trasferirono nel corso dei secoli successivi realizzandovi le proprie abitazioni con annessi e corte con giardini coltivati: in questo modo, la località risultava, fino alla metà del XX secolo, composta da numerosi nuclei abitati.
Villa Campanile fu eretta a frazione negli anni cinquanta del Novecento ed andò incontro ad un'espansione urbanistica che portò al superamento dei 1 000 abitanti agli esordi del nuovo millennio.

## Monumenti e luoghi d'interesse

### Architetture religiose

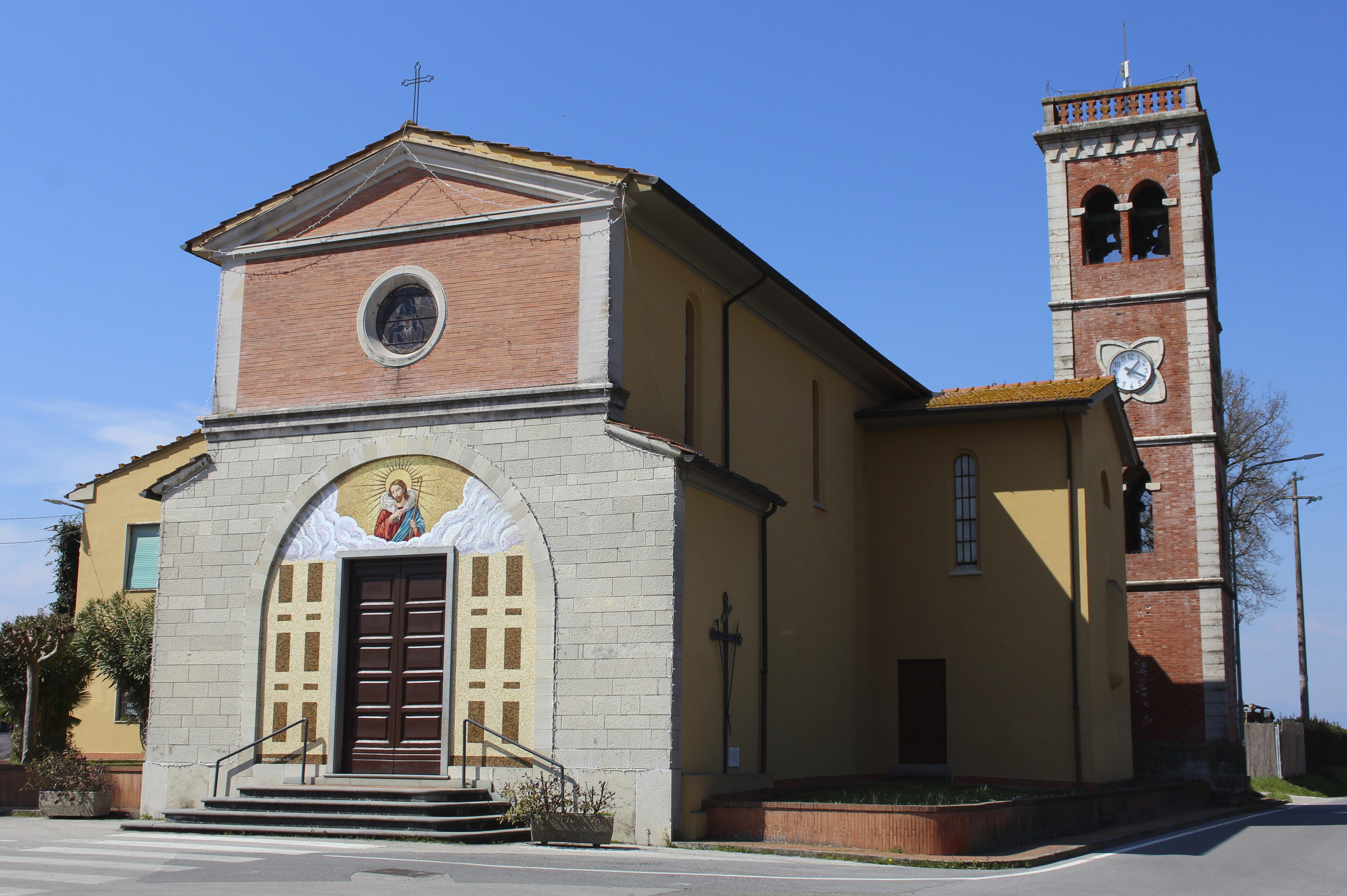
La chiesa di San Pietro d'Alcantara

La chiesa di San Pietro d'Alcantara, chiesa parrocchiale della frazione, sorge al centro di Villa Campanile. La chiesa fu costruita agli inizi del XX secolo andando a modificare un oratorio della villa Franciosini qui situato dal XVIII secolo. La prima pietra fu posta dal vescovo Carlo Falcini il 18 agosto 1912 e la chiesa benedetta il 9 aprile 1914. Nel 1920 vi fu posta la statua di San Pietro d'Alcantara, mentre nel 1922 venne inaugurato il fonte battesimale. La chiesa divenne sede di parrocchia con decreto vescovile del 3 gennaio 1925, scorporata dal territorio di Orentano. La notte tra il 20 e il 21 aprile 1938 la chiesa fu colpita da un incendio e successivamente restaurata. Ulteriori restauri si verificarono nel 1963.
Il campanile della chiesa, che con la sua altezza svetta sopra le basse abitazioni della frazione tanto da essere elemento architettonico riconoscibile che ha dato il nome al paese, fu costruito a partire dal 6 settembre 1948, con la posa della prima pietra da parte di monsignore Felice Beccaro. Realizzato con pietra delle cave di Filettole, i lavori terminarono nel 1951. Le tre campane furono benedette dal vescovo Dino Romoli il 7 settembre di quell'anno.